# 劉斯濯
劉斯濯（1552年—1586年），字儒新，號少吾，直隸涿鹿衛人，官籍，明朝政治人物。

## 生平
萬曆四年（1576年）丙子科順天府鄉試第一百三十二名。萬曆十一年（1583年）癸未科會試第三百八名，三甲一百六十二名進士。兵部觀政，次年授官山西襄垣县知縣，丁憂，十四年復除山西陽城知縣，未一年卒于官。

## 家族
曾祖父劉清；祖父劉珎，曾任壽官；父親劉賢，曾任驛丞。母王氏。慈侍下。兄劉應旌。